# Бетезданска изјава о објављивању у отвореном приступу

## Почеци
На једнодневном састанку, који је одржан 11. априла 2003, у седишту енгл. Howard Hughes Medical Institute in Chevy Chase у Мериленду, донети су ставови и закључци који се тичу Бетезданске декларације. Циљ на том састанку је био да се постигне договор о конкретним корацима за ширење отвореног приступа. На овом скупу, учествовало је доста појединаца и није било неопходно да буду и представници својих институција у исто време. Окупљени су имали намеру да се поново састану како би израдили сет принципа који ће се формално одобрити од стране издавача, библиотекара, појединих научника и истраживачких институција.

## Дефиниција публикације у отвореном приступу
Да би нешто било публикација у отвореном приступу, мора да испуни два услова.
1. Први је да аутор или неки други носилац ауторског права гарантује свим корисницима бесплатно право приступа документу, као и коришћење, дистрибуцију, пребацивање у неки други дигитални медиј, право приступа као и лиценцу за копирање, у складу са правилном атрибуцијом ауторства.
2. Други услов је да комплетна верзија рада депонована одмах након првог објављивања у најмање једном онлајн складишту које је подржано од стране научног друштва, неке академске институције, владине агенције и слично.[2]

## Залагања
Кретање ка слободном и отвореном приступу може смањити укупне трошкове и може редуковати трошкове који се тичу индивидуалног истраживања. Издавачи научних радова деле жељу за проширењем јавне користи од научног знања. Од кључног значаја су библиотеке и издавачи, који могу да убрзају процес транзиције, који подразумева прелазак у отворен приступ, који неће реметити ширење научних информација. Библиотеке предлажу механизме за подршку, како би прелазак на отворен приступ у издавању обезбедио примере ових механизама за заједницу. Списак часописа у отвореном приступу у каталозима и другим релевантним базама података треба да буде истакнут. С друге стране, издавачи часописа предлажу обавезу пружања отвореног приступа било ком чланку који је објављен у било ком часопису, али и рад са осталим издавачима који издају у отвореном приступу. Научници који обављају истраживања залажу се да обезбеде да резултати истраживања буду дистрибуирани одмах, што је ефикасније могуће.